# Даргаи, Аттила
А́ттила Да́ргаи (венг. Dargay Attila, 20 июня 1927 — 20 октября 2009) — венгерский режиссёр-мультипликатор.

## Биография
Аттила Даргаи родился в 1927 году. После окончания университета (1948) работал художником в Венгерском национальном театре. В 1957 году начал карьеру режиссёра-мультипликатора.

## Фильмография

### Режиссёр
- 1959 — Ангел Артур
- 1972 — Трое зайцев / A három nyúl
- 1976 — Лудаш Матьи / Lúdas Matyi
- 1981 — Вук / Vuk
- 1984 — Саффи / Szaffi
- 1988 — Лесной капитан / Az erdő kapitánya
- 1991 — A Préri pacsirtája
- 1995 — Новый братишка / A hetedik testvér

### Сценарист
- 1964—1977 — Густав
- 1990 — Дракон и тапочка королевы / Sárkány és papucs

## Награды
- 1968 — премия имени Бела Балажа
- 1978 — Заслуженный артист Венгрии
- 1983 — Заслуженный художник Венгрии
- 2007 — почётный гражданин Будапешта